# Municipio de Shelby (condado de Ripley)
El municipio de Shelby (en inglés: Shelby Township) es un municipio ubicado en el condado de Ripley en el estado estadounidense de Indiana. En el año 2010 tenía una población de 999 habitantes y una densidad poblacional de 5,56 personas por km².

## Geografía
El municipio de Shelby se encuentra ubicado en las coordenadas 38°58′20″N 85°22′33″O / 38.97222, -85.37583. Según la Oficina del Censo de los Estados Unidos, el municipio tiene una superficie total de 179.71 km², de la cual 179 km² corresponden a tierra firme y (0,39 %) 0,71 km² es agua.

## Demografía
Según el censo de 2010, había 999 personas residiendo en el municipio de Shelby. La densidad de población era de 5,56 hab./km². De los 999 habitantes, el municipio de Shelby estaba compuesto por el 98,4 % blancos, el 0,2 % eran afroamericanos, el 0,3 % eran amerindios, el 0,3 % eran asiáticos y el 0,8 % eran de una mezcla de razas. Del total de la población el 0,2 % eran hispanos o latinos de cualquier raza.